# Ashburton (Devon)
Pour les articles homonymes, voir Ashburton.
Ashburton est une petite ville au bord du Dartmoor au Devon, adjacente à l'A38 Devon Expressway.
Elle était autrefois un centre important de l'administration des mines d'étain et demeure la plus grande ville dans le Parc national, avec une population d'environ 3 500 habitants. Au XVe siècle, la ville était un centre lainier. Des maisons couvertes d'ardoises rappellent qu'Ashburton était du XVIe au XVIIIe siècle un centre de production d'ardoises.
Ashburton possède [Quand ?] six pubs dans le centre de la ville, et deux restaurants.

## Jumelages
Cléder (France)

## Personnalités notables
- William Bickford (1774 - 1834).
- John Dunning (1731-1783).